# Galeote

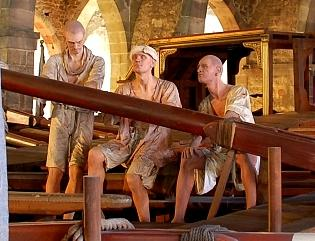
Galeotes en el Museo Marítimo de Barcelona, España.

En náutica, el galeote (forzado, pl. forzados, talamites) era un esclavo condenado a remar en las galeras. Se trataba de una forma de condena esclavizante, privativa de libertad, considerada como la peor de todas las condenas en vida, solo seguida de la condena a perpetuidad en un calabozo, y se aplicaba en las legislaciones de España, Italia, Rusia imperial y Francia, fomentada por reinos y repúblicas mediterráneas y a veces apoyada por el Santo Oficio que destinaba a los condenados por herejías y otros motivos. En estos países persistió hasta los siglos XVI, XVII e incluso XVIII. (en francés forcat; en italiano galeotto).

## Etimología
Al galeote se lo llamaba también forzado, y en plural forzados, o talamites, según Luzuriaga. Talamites era un adjetivo derivado del sustantivo greco-latino Thalamius, que significaba 'remero'.

## Descripción
Los galeotes eran por lo general delincuentes que purgaban como forma de pago por un delito cometido. En realidad muchas veces eran también enemigos capturados por haber luchado como soldados en el bando perdedor de un combate. Debido al esfuerzo requerido en este trabajo, era considerado estrictamente una pena masculina y no hay casos documentados de que se haya aplicado a mujeres. También podían ser integrantes de etnias estigmatizadas en la sociedad, reclusos sobrantes en cárceles con mucho hacinamiento, enemigos, algunos nobles caídos en desgracia ante el gobernante o simplemente por motivos de reclutamiento forzado por motivos de guerra naval.
Al primer remero de cada banco en la galera se le denominaba bogavante.
Fue una de las ocupaciones más antiguas de la historia, considerada un suplicio y la peor de las condenas, ya que las galeras se impulsaban usando la fuerza muscular con remos. Solían remar todos al mismo tiempo para que el esfuerzo fuera más efectivo y menor. Para esto, uno de ellos marcaba un ritmo monótono con un tamborilete o con su voz.
Ante el advenimiento de una batalla, los galeotes eran amarrados a su puesto mediante cadenas y dormían a proa cuando eran reemplazados por otro grupo de galeotes de refresco. Los enfermos, conflictivos o heridos eran echados sin miramientos por la borda, o desechados y revendidos a bajo precio en el mercado de esclavos, en el caso de las galeras turcas o berberiscas.
Se llama cómitre a la persona que en las galeras vigilaba y dirigía la boga y otras maniobras y a cuyo cargo estaba el castigo de los galeotes remeros y forzados.
En España, en 1560, por edicto del rey Felipe II, los galeotes eran generalmente gitanos u otras etnias como los moros que no eran deseados en la sociedad española; a veces no obedecer una orden de censo, no aceptar una orden de destierro, ser vagabundo, o simplemente desocupar cárceles hacinadas era motivo suficiente para ser enviado a las galeras. El perdón por medio de "oidores" y comisarios que abogaban ante el rey era posible, pero era muy poco común el liberar a un galeote.

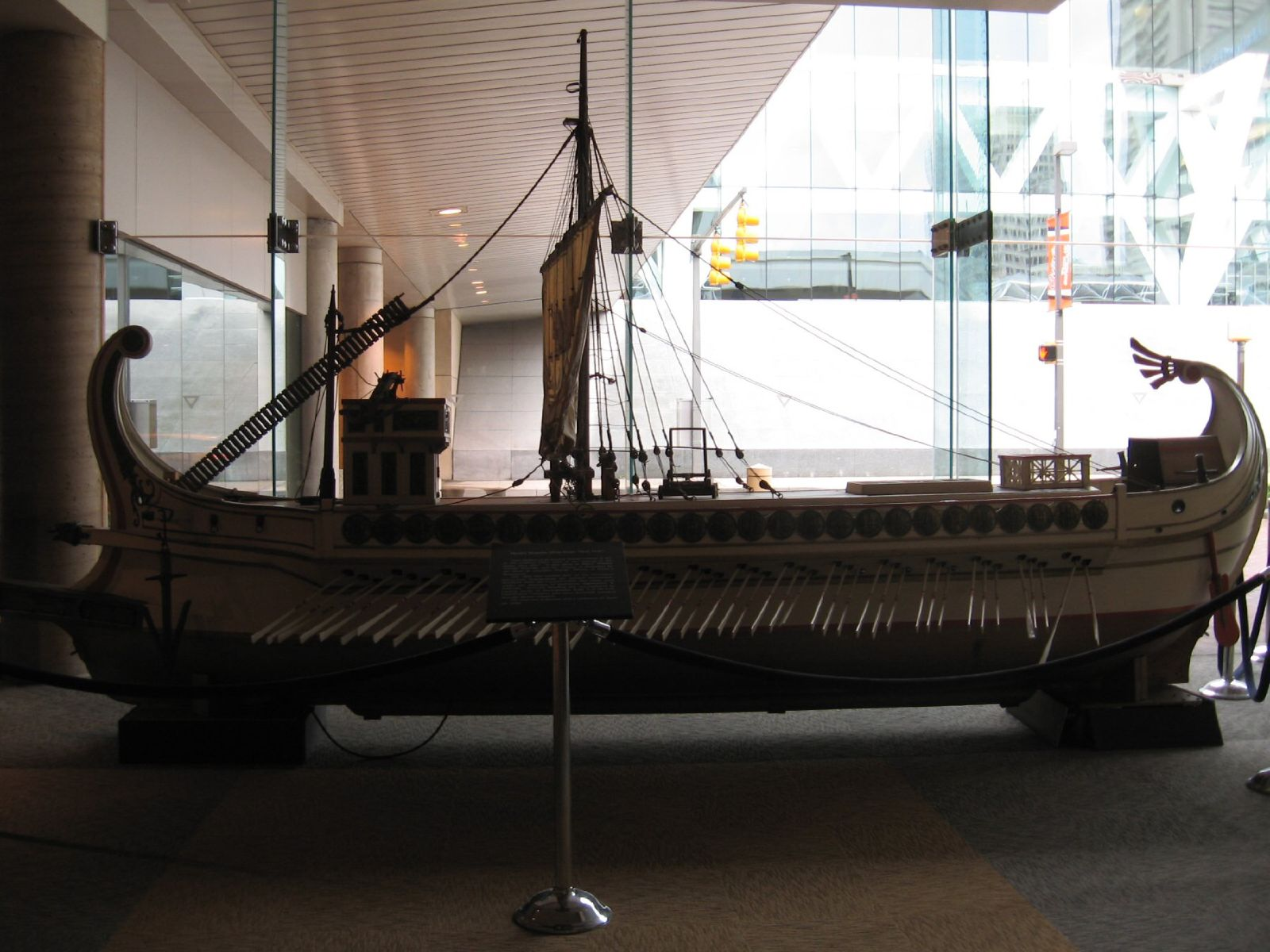
Maqueta de una galera romana del.

En tiempos de guerra, como es el caso del rey don Felipe IV en 1638, los galeotes eran reclutados forzosamente entre los varones jóvenes de los pueblos para poner en activo a las galeras de guerra.
En nuestros días galeote y cómitre perviven como apellidos en España.
En el Japón feudal también se usó a personas para propulsar las embarcaciones a remo, pero con la diferencia de que estos remeros eran libres y dedicados enteramente a su embarcación.